# Danubyu

Danubyu (birman ဓနုဖြူမြို့) est une petite ville de la Région d'Ayeyarwady, au sud-ouest de la Birmanie. Elle se trouve dans le district de Maubin, sur la rive occidentale de l'Irrawaddy.
Elle est surtout connue pour avoir vu, le 1er avril 1825, la mort du général Maha Bandula au cours de la première guerre anglo-birmane. Le fort de Danubyu n'est plus visible, emporté depuis par une inondation.